# Åletat
En åletat er et slags mederedskab, der benyttes ved ålefiskeri i ferske vande. En regnorm anbringes på enden af en silkesnor, som forsynes med en ringe vægt og fires til bunds. Når ålen har bidt på ormen, hales den op med snoren.